# قلعه پرتغالی‌ها (جاسک)

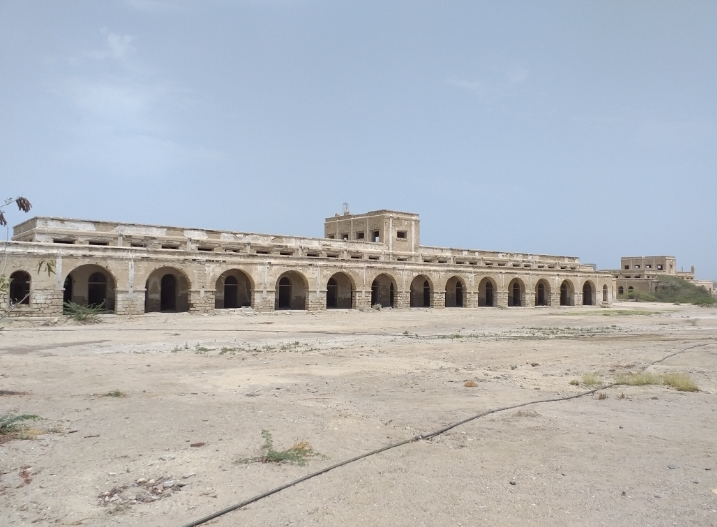
نمایی از قلعه

دژ پرتغالی‌های جاسک واقع در بخش مرکزی شهرستان بندر جاسک استان هرمزگان، یکی از نقاط دیدنی استان هرمزگان در جنوب ایران است. 
«دژ پرتغالی‌های جاسک» دژی است از دوران پرتغالیها در شهرستان جاسک، همانطور که معلوم است در دوران حکمرانان اشغالگران پرتغال «دژهای» متعددی در مناطق اشغالگری خود برای دفاع ساخته بودند. یکی از این دژها «دژ بندر جاسک» است که خرابه‌های آن تا امروز نیز دیده می‌شود و توسط پدافند هوایی نیز محافظت می شود. 

## منبع
- زنده دل، دستیاران، حسن. (مجموعه کتابهای راهنمای جامع ایرانگردی استان هرمزکان)  ج۱. چاپ وانتشار سال ۱۹۹۸ میلادی.